# Jacques Lewkowicz
Jaques Lewkowicz (São Paulo, 1944 – 20 de julho de 2024) foi um publicitário brasileiro.

## Biografia
Vindo do bairro Bom Retiro, na cidade brasileira de São Paulo, e com mais de trinta anos de carreira, é conhecido pela criação de vários bordões que entraram para a história da propaganda brasileira.
Das suas campanhas mais famosas, destacam-se a dos cigarros Vila Rica, em que o jogador Gérson aparecia perguntando: "Gosto de levar vantagem em tudo, certo?". Até hoje a campanha é lembrada pela população e se tornou sinônimo de malandragem (a chamada Lei de Gérson). Posteriormente, Lewkowicz explicou que esse título seria "uma metáfora de todo tipo de falcatrua e malandragem, e passou a exprimir uma crítica social muito forte".
Outra campanha famosa foi a que trazia o chamado Efeito Orloff: "Eu sou você amanhã", em que alertava o consumidor sobre a importância de escolher certo a sua bebida e evitar a ressaca do dia seguinte.
Conhecida também é a campanha feita para o jeans Lee: "Não é a Lee que é diferente, as outras é que são iguais".
Participou de várias edições do Festival de Publicidade de Cannes.